# Flaugnac
Flaugnac foi uma antiga comuna francesa na região administrativa de Occitânia, no departamento de Lot. Estendia-se por uma área de 30,96 km². Em 2010 a comuna tinha 1 026 habitantes (densidade: 33,1 hab./km²).
Em 1 de janeiro de 2016, ela foi incorporada ao território da nova comuna de Saint-Paul-Flaugnac.